# Барон Деруэнт
Барон Деруэнт из Хакнесса в графстве Северный Йоркшир — наследственный титул в системе Пэрства Соединенного Королевства. Он был создан 10 октября 1881 года для либерального политика, сэра Харкорта Ванден-Бемпд-Джонстона, 3-го баронета (1829—1916). Он ранее заседал в Палате общин от Скарборо (1869—1880). Его внук, Джордж Харкорт Ванден-Бемпд-Джонстон, 3-й барон Деруэнт, который сменил своего дядю, 2-го барона, был автором, поэтом и дипломатом. После его смерти в 1949 году титулы перешли к его младшему брату, Патрику Робину Гилберту Ванден-Бемпд-Джонстону, 4-му барону Деруэнту (1901—1986). Он занимал должности государственного министра по торговле (1962—1963) и государственного министра внутренних дел (1963—1964) в консервативных правительствах Гарольда Макмиллана и Алека Дугласа-Хьюма. 
По состоянию на 2024 год носителем титула являлся его сын, Робин Ивлин Лео Ванден-Бемпд-Джонстон, 5-й барон Деруэнт (род. 1930), который сменил своего отца в 1986 году.
Титул баронета из Хакнесс-Холла в Северном Йоркшире (Баронетство Великобритании) был создан 6 июля 1795 года для Ричарда Ванден-Бемпд-Джонстона (1732—1807). Он представлял Уэймут в Палате общин (1790—1796). Родился как Ричард Джонстон, он был сыном полковника Джона Джонстона (ум. 1741), второго сына сэра Уильяма Джонстона, 2-го баронета из Вестерхолла (ум. 1727). Его матерью была Шарлотта (ум. 1762), дочь Джона ван ден Бемпда из Хакнесс-Холла в Йоркшире. В 1793 году Ричард Джонстон, получив согласие парламента, принял фамилию своего деда по материнской линии «Ванден-Бемпд» вместо «Джонстон», но в 1795 году он получил королевское разрешение на тройную фамилию «Ванден-Бемпд-Джонстон». Его преемником стал его сын, сэр Джон Ванден-Бемпд-Джонстон, 2-й баронет (1799—1869). Он заседал в парламенте от Йоркшира (1830—1832) и Скарборо (1832—1837, 1841—1869). После его смерти титул перешел к его сыну, вышеупомянутому сэру Харкорту Ванден-Темпд-Джонстону, 3-му баронету (1829—1916), который был возведен в звание пэра как барон Дервент в 1881 году.
Название баронского титула происходит от названия реки Деруэнт в Йоркшире.

## Баронеты Ванден-Бемпд-Джонстон из Хакнесс-Холла (1795)
- 1795—1807: Сэр Ричард Ванден-Бемпд-Джонстон, 1-й баронет (21 сентября 1732 — 14 июля 1807), старший сын полковника Джона Джонстона (ум. 1741), внук сэра Уильяма Джонстона, 2-го баронета из Вестерхолла (ум. 1727)[1];
- 1807—1869: Сэр Джон Ванден-Бемпд-Джонстон, 2-й баронет (28 августа 1799 — 24 февраля 1869), старший сын предыдущего[2];
- 1869—1916: Сэр Харкорт Ванден-Бемпд-Джонстон, 3-й баронет (3 января 1829 — 1 марта 1916), старший сын предыдущего, барон Деруэнт с 1881 года[3].

## Бароны Деруэнт (1881)
- 1881—1916: Харкорт Ванден-Бемпд-Джонстон, 1-й барон Деруэнт (3 января 1829 — 1 марта 1916), старший сын сэра Джона Вандена-Бемпда-Джонстона, 2-го баронета (1799—1869)[3];
- 1916—1929: Фрэнсис Ванден-Бемпд-Джонстон, 2-й барон Деруэнт (26 мая 1851 — 20 апреля 1929), старший сын предыдущего[4];
- 1929—1949: Джордж Харкорт Ванден-Бемпд-Джонстон, 3-й барон Деруэнт[англ.] (22 октября 1899 — 13 января 1949), второй сын Эдварда Генри Ванден-Бемпд-Джонстона (1854—1903), племянник предыдущего[5];
- 1949—1986: Патрик Робин Гилберт Ванден-Бемпд-Джонстон, 4-й барон Деруэнт[англ.] (26 октября 1901 — 2 января 1986), младший брат предыдущего[6];
- 1986 — настоящее время: Робин Ивлин Лео Ванден-Бемпд-Джонстон, 5-й барон Деруэнт (род. 30 октября 1930), единственный сын предыдущего[7];
  - Наследник титула: достопочтенный Фрэнсис Патрик Харкорт Ванден-Бемпд-Джонстон (род. 23 сентября 1965), единственный сын предыдущего[8].